# Szociáldemokrata Párt (Szerbia)
A Szociáldemokrata Párt (szerbül Socijaldemokratska stranka, SDS) egy baloldali szociáldemokrata párt Szerbiában. 2013-ban hozta létre a Demokrata Párt tagjainak egy része, élükön Borisz Tadics volt köztársasági elnökkel.

## A párt vezetői
| Név                             | hivatal kezdete  | hivatal vége |
| ------------------------------- | ---------------- | ------------ |
| A Szociáldemokrata Párt elnökei |                  |              |
| Boris Tadić                     | 2014. június 14. | hivatalban   |

## Választási eredmények
| Választás | Szavazatok száma | Szavazatok aránya | Mandátumok száma | Mandátumok aránya | Parlamenti szerepe |
| --------- | ---------------- | ----------------- | ---------------- | ----------------- | ------------------ |
| 2014-es1  | 204 767          | 5,70%             | 9                | 3,6%              | ellenzék           |
| 2016-os2  | 189 564          | 5,02%             | 5                | 2%                | ellenzék           |
| 2020-as   | -                | -                 | 0                | 0%                | nem indult         |
| 2022-es3  | 63 560           | 1,72%             | 0                | 0%                | nem jutott be      |

1 A Vajdasági Szociáldemokrata Ligával és sok kisebb párttal közös listán.
2 A Vajdasági Szociáldemokrata Ligával és a Liberális Demokrata Párttal közös listán.
3 Az Új Párttal közös listán